# あなたの人生お運びします!
『あなたの人生お運びします』（あなたのじんせいおはこびします）は、2003年4月10日から同年6月19日までTBS系列で毎週木曜日22:00 - 22:54に放送された日本のテレビドラマ。全11回。
モデルはアート引越センターを一代で築き上げた寺田千代乃・寺田寿男夫妻。セリフはほとんど関西弁であり、関西弁のセリフのあるキャストは、実際に関西出身の人物を起用した。
なお、この作品のビデオ・DVD化は今日に至るまでされていない。

## ストーリー
大阪の下町・天下茶屋に住む真喜（藤原紀香）に一目ぼれした賢太郎（山口智充）が、「一緒に運送業をしよう」と提案しつつ結婚。初めは順調に見えたが、オイルショックが影響し不振に陥る。そこで引越し業に特化した経営に建て直しを図る。それが一躍日本を代表する引越し業に成長していくまでを描くサクセスドラマであった。

## キャスト
- 日高真喜 - 藤原紀香
- 上原賢太郎 - 山口智充（DonDokoDon）
- 駒井勇介 - 佐々木蔵之介
- 佐藤久美子 - 宮本真希
- 山田愛子 - 小池栄子
- 三村鉄雄 - 田口浩正
- 岩木とし子 - 椎名法子
- 八幡菊夫 - 二反田雅澄
- 小暮芳松 - 小池徹平
- 小暮の母 - 山口美也子
- ナレーション - 鈴木史朗
- 黒岩綾子 - 江波杏子
- 上原政子 - 加賀まりこ
- 日高千吉 - 橋爪功

### ゲスト出演
- 木村夫人 - 加藤治子（第2話）
- 泰子 - 木内みどり（第2話）
- 密山 - 高畑淳子（第3、10話）
- 有吉祐市 - 大杉漣（第4話）
- 有吉加奈 - 木内晶子（第4、11話）
- 高木まり子 - りょう（第5話）
- 紅林 - 葛山信吾（第5話）
- ボディガード - 高山善廣、杉浦貴（第5話）
- 古田光男 - 渡辺いっけい（第6、10、11話）
- 古田治美 - 山村美智（第6、10、11話）
- 古田譲司 - 松川尚瑠輝（第6、10話）
- 古田賢人 - 我妻泰熙（第6、10話）
- 坂田 - 保坂尚輝（第8話）
- 美和子 - 奥貫薫（第8話）
- アナウンサー - 彦摩呂（第9話）
- 治美の義弟 - 増田由紀夫（第10話）
- 治美の妹 - 渡辺典子（第10話）
- 取立屋 - 柿辰丸（最終話）

## スタッフ
- 脚本：大石静
- 演出：生野慈朗、松原浩、森一弘
- プロデュース：植田博樹
- 演出補：竹内秀男、坪井敏雄、上野かおる、多智花良彰、中井敦
- プロデュース補：布施等、相場恵理子
- 企画協力：関えり香
- 主題歌：「What's the answer?」（Retro G-Style）
- 記録：大下内惠子、稲葉明子
- 制作担当：由利芳伸、片岡俊哉、大内裕、松岡利光、菅村実雪、三ツ井なつ子、西本和幸、川原井史子
- 制作主任：大内裕
- 番組デスク：小澤通子
- 番組宣伝：井田香帆里
- タイトル画：HITOE（SPEED）
- 協力：緑山スタジオ・シティ、東通、日音、タカハシレーシング
- 制作：TBS ENTERNTAINMENT（現・TBSテレビ）
- 製作著作：TBS

## 放送日程
| 各話                                             | 放送日        | サブタイトル            | 演出     | 視聴率 |
| ------------------------------------------------ | ------------- | ----------------------- | -------- | ------ |
| 第1話                                            | 2003年4月10日 | バニーガールの逆襲      | 生野慈朗 | 13.3%  |
| 第2話                                            | 2003年4月17日 | ピンチこそチャンスだ!!  | 生野慈朗 | 8.1%   |
| 第3話                                            | 2003年4月24日 | お母ちゃんからの贈り物  | 松原浩   | 7.7%   |
| 第4話                                            | 2003年5月01日 | 涙の旅立ち…愛娘の就職   | 森一弘   | 6.7%   |
| 第5話                                            | 2003年5月08日 | 浮気発覚!?              | 生野慈朗 | 6.4%   |
| 第6話                                            | 2003年5月15日 | あっけらかん離婚大騒動  | 生野慈朗 | 7.6%   |
| 第7話                                            | 2003年5月22日 | 名古屋嫁入り大騒動の巻  | 松原浩   | 7.1%   |
| 第8話                                            | 2003年5月29日 | 命がけの恋              | 森一弘   | 7.5%   |
| 第9話                                            | 2003年6月05日 | 大変だ!! お客が盗まれた | 生野慈朗 | 5.0%   |
| 第10話                                           | 2003年6月12日 | 会社の運命を変えた秘策  | 森一弘   | 9.1%   |
| 最終話                                           | 2003年6月19日 | 人情でつかんだ世界一    | 生野慈朗 | 9.1%   |
| 平均視聴率・8.0%（ビデオリサーチ調べ・関東地区） |               |                         |          |        |

## その他
- 大阪が舞台ではあるものの、実際の大阪ロケは初回の数シーンなどごくわずか。他は東京など関東近郊でロケが行われ、通天閣をCG合成していた。
- この作品からホンダがスポンサーになったが、時代設定が現在よりもラインナップが少ない昭和40 - 50年代だったため、他社車両も登場していた。特に引越会社が舞台のためトラックは2代目のトヨタ・トヨエースや、初代 - 3代目のいすゞ・エルフが使われた。ちなみに作中登場する会社のCMが流れるというシーンではそのCMの前にスーパーシビックの実際のCMが流れた。
- 駒井祐介役の佐々木蔵之介は後に「アート引越センター」のCMに出演している。
- 番組ポスターでは前作の流れからスポンサーの「カネボウ化粧品」の看板があったが、この作品からは日本リーバ（現在のユニリーバ・ジャパン）を筆頭にカネボウ化粧品を含めた複数社提供（ただしカネボウは前作までは一社提供だったが、この作品以後は提供クレジットを自粛したパーティシペーションだった）になった。
- 2018年に大石静が脚本を手がけた金曜ドラマ『大恋愛〜僕を忘れる君と』でもアートコーポレーションが全面協力している。